# مخلوط‌‌سازی (فرایند مهندسی)

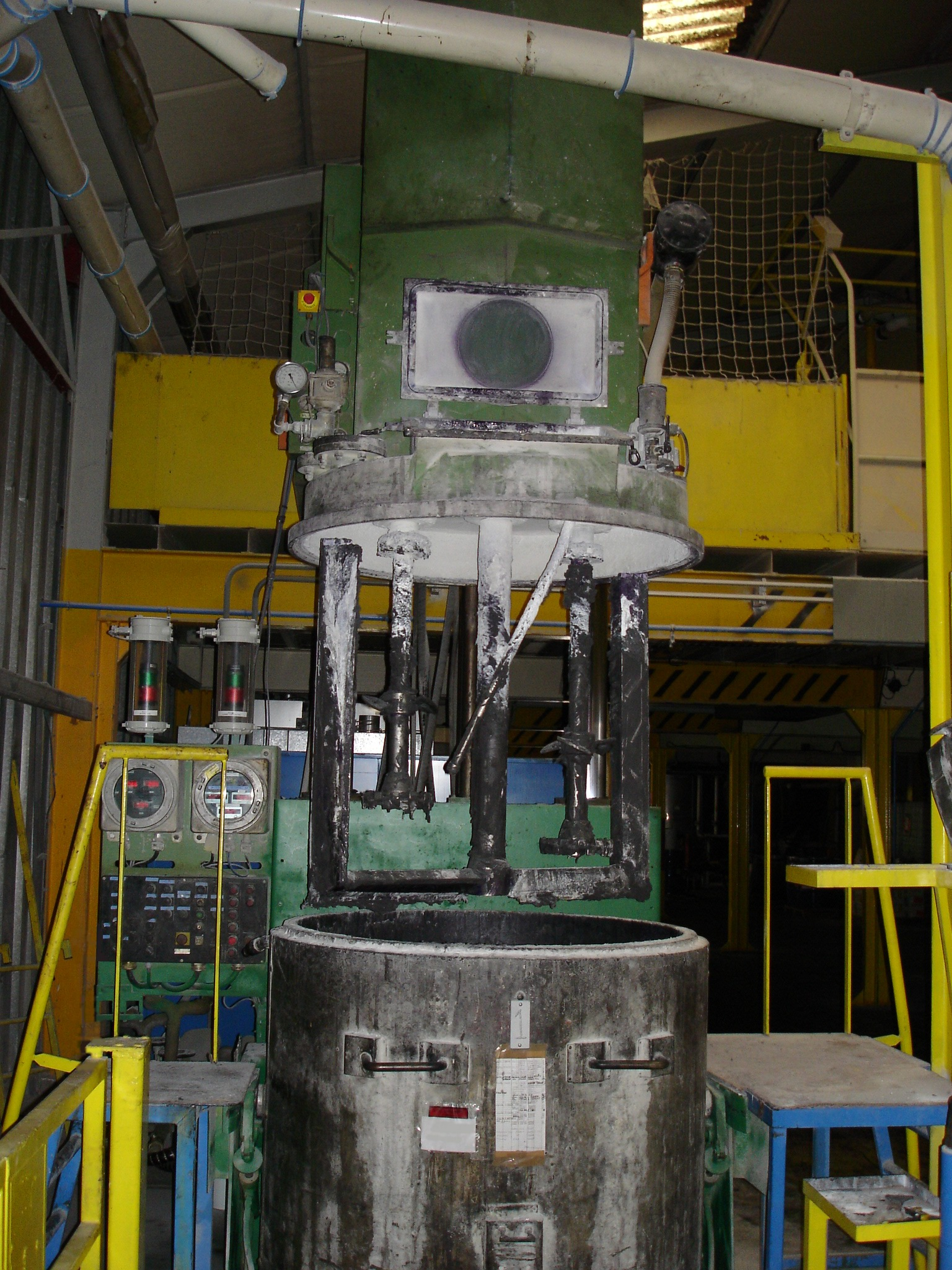
میکسر سیاره ای

در مهندسی فرایند، مخلوط‌سازی یک عملیات واحد است که شامل دستکاری یک سیستم فیزیکی ناهمگن و تبدیل آن به یک سیستم همگن می‌شود. نمونه‌هایی از این پروسه عبارتند از پمپاژ آب در استخر شنا برای یکنواخت کردن دمای آب و یا هم زدن خمیر پنکیک برای از بین بردن توده‌های آرد.
اختلاط با این هدف انجام می‌شود که انتقال گرما و یا جرم بین یک یا چند جریان و فاز رخ دهد. فرایندهای صنعتی مدرن تقریباً همواره شامل پروسه مخلوط‌سازی می‌شوند.  حتی در برخی از راکتورهای شیمیایی نیز از مخلوط‌سازی استفاده می‌شود.
با ابزار مناسب، می‌توان یک جامد، مایع یا گاز را با جامد، مایع یا گاز دیگری مخلوط کرد. برای مثال، یک تخمیرکننده زیست‌سوخت ممکن است به اختلاط میکروب‌ها، گازها و مایعات برای عملکردی بهینه نیاز داشته باشد. مثلا نیتراسیون آلی نیاز به اسیدهای نیتریک و سولفوریک غلیظ (مایع) دارد تا با فاز آلی آبگریز مخلوط شود. همینطور تولید قرص‌های دارویی نیاز به اختلاط پودرهای جامد دارد.
نقطه مقابل مخلوط‌سازی، فرایند جداسازی است. یکی از مثال‌های کلاسیک جداسازی، فرایند همرفت دانه‌ای است.

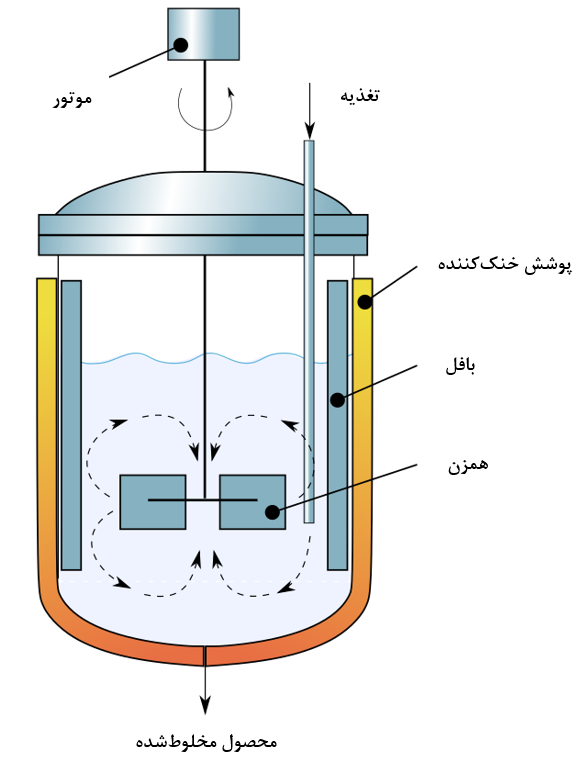
شماتیک یک کشتی هم زده با توربین راشتون و بافل

ریاضیات مخلوط‌سازی بسیار انتزاعی است و بخشی از نظریه ارگودیک که خود بخشی از نظریه آشوب است، هست.

## دسته‌بندی مخلوط‌سازی
نوع عملیات و تجهیزات مورد نیاز در حین مخلوط‌سازی به حالت مواد در زمان مخلوط شدن (مایع، نیمه جامد یا جامد) و اختلاط‌پذیری مواد در حال پردازش بستگی دارد. در این مورد، عمل اختلاط ممکن است هم‌مفهوم با فرآیند هم‌زدن، یا ورز دادن باشد. 

## اختلاط مایع با مایع
اختلاط مایعات در مهندسی فرآیند بسیار رایج است. ماهیت مایعاتی که مخلوط می‌شوند تجهیزات مورد استفاده را تعیین می‌کند.برای اختلاط تک فاز بیشتر به میکسرهای کم برش و جریان‌بالا برای ایجاد همگنی مایع نیاز است، در حالی که اختلاط چندفازی معمولاً نیاز به استفاده از میکسرهایی با برش بالا و جریان کم برای ایجاد قطرات یک مایع در یک رژیم جریان آرام ، آشفته یا انتقالی دارد. رژیم های جریان، بستگی به عدد رینولدز دارند. اختلاط آشفته یا انتقالی اغلب با توربین‌ها یا پروانهها شکل می‌گیرد. درحالی‌که اختلاط آرام با میکسرهای هلیکال روبان یا آنچر انجام ساخته می‌شوند. 

#### میکسر سیاره‌ای
میکسر سیاره‌ای وسیله ای است که برای مخلوط کردن محصولات گرد از جمله چسب ها، داروها، مواد غذایی (از جمله خمیر)، مواد شیمیایی، پیشرانه های موشک جامد، الکترونیک، پلاستیک و رنگدانه ها استفاده می شود. میکسرهای سیاره ای برای مخلوط کردن و ورز دادن خمیرهای چسبناک (تا ۶ میلیون سانتی پویز) در شرایط جوی یا خلاء ایده آل هستند. ظرفیت‌ها از ۰.۵ پینت ایالات متحده (۰.۲۴ L؛ ۰.۴۲ Imp pt) تا ۷۵۰ گالن ایالات متحده (۲۸۰۰ L؛ ۶۲۰ Imp gal) متغیر است. گزینه‌های زیادی از جمله ژاکت برای گرمایش یا سرمایش، خلاء یا فشار، درایوهای سرعت متغیر و غیره در دسترس هستند. تیغه‌های سیاره‌ای هر کدام بر روی محورهای خود و در عین حال بر روی یک محور مشترک می چرخند و در نتیجه اختلاط کامل را در یک بازه زمانی بسیار کوتاه فراهم می کنند. 

## اختلاط جامد با جامد
ترکیب پودرها یکی از قدیمی‌ترین عملیات واحد در مدیریت صنایع مواد جامد است. برای چندین دهه از ترکیب پودر صرفا جهت همگن‌سازی مواد حجیم استفاده شده است. تا به‌ امروز ماشین های متفاوت زیادی برای مخلوط‌سازی مواد با خواص حجمی مختلف طراحی شده است. بر اساس تجربه عملی به‌دست‌آمده با این ماشین‌ها، دانش مهندسی برای ساخت تجهیزات قابل اعتماد و پیش‌بینی رفتار فرایند اختلاط در مقیاس بزرگ توسعه یافته است. امروزه از همین فناوری‌های اختلاط برای کاربردهای دیگری نیز استفاده می شود: برای بهبود کیفیت ساخت، پوشش ذرات، ذوب مواد، مرطوب سازی، پراکندگی در مایع، تغییر خواص عملکردی مواد و غیره. این طیف گسترده از کاربردهای تجهیزات اختلاط نیازمند دانش بالا، تجربه طولانی مدت و امکانات آزمایشی گسترده می‌باشد تا به انتخاب بهینه تجهیزات و فرآیندها منجر شود.
برای اختلاط جامد با جامد از ریبون بلندر ها استفاده می شود. 
ریبون بلندرها برای مخلوط کردن مواد جامد به صورت پودر یا دانه‌ای بکار می‌روند. این دستگاه ها با ایجاد حرکات چرخشی و ضربه‌ای، مواد اولیه را به طور کامل و یکنواخت مخلوط می‌کنند.
مزایای استفاده از ریبون بلندر:
- مخلوط کردن سریع و کامل مواد
- جلوگیری از جداشدگی مواد در طول زمان
- همگن‌سازی اندازه ذرات
- کاهش نیاز به مواد افزودنی

کاربردهای ریبون بلندر:
- صنایع غذایی: مخلوط کردن انواع پودرها و ادویه‌جات
- صنایع داروسازی: مخلوط کردن پودر داروها
- صنایع شیمیایی: مخلوط کردن مواد شیمیایی جامد
- مواد معدنی: مخلوط کردن سنگ معدن، خاک و سیمان

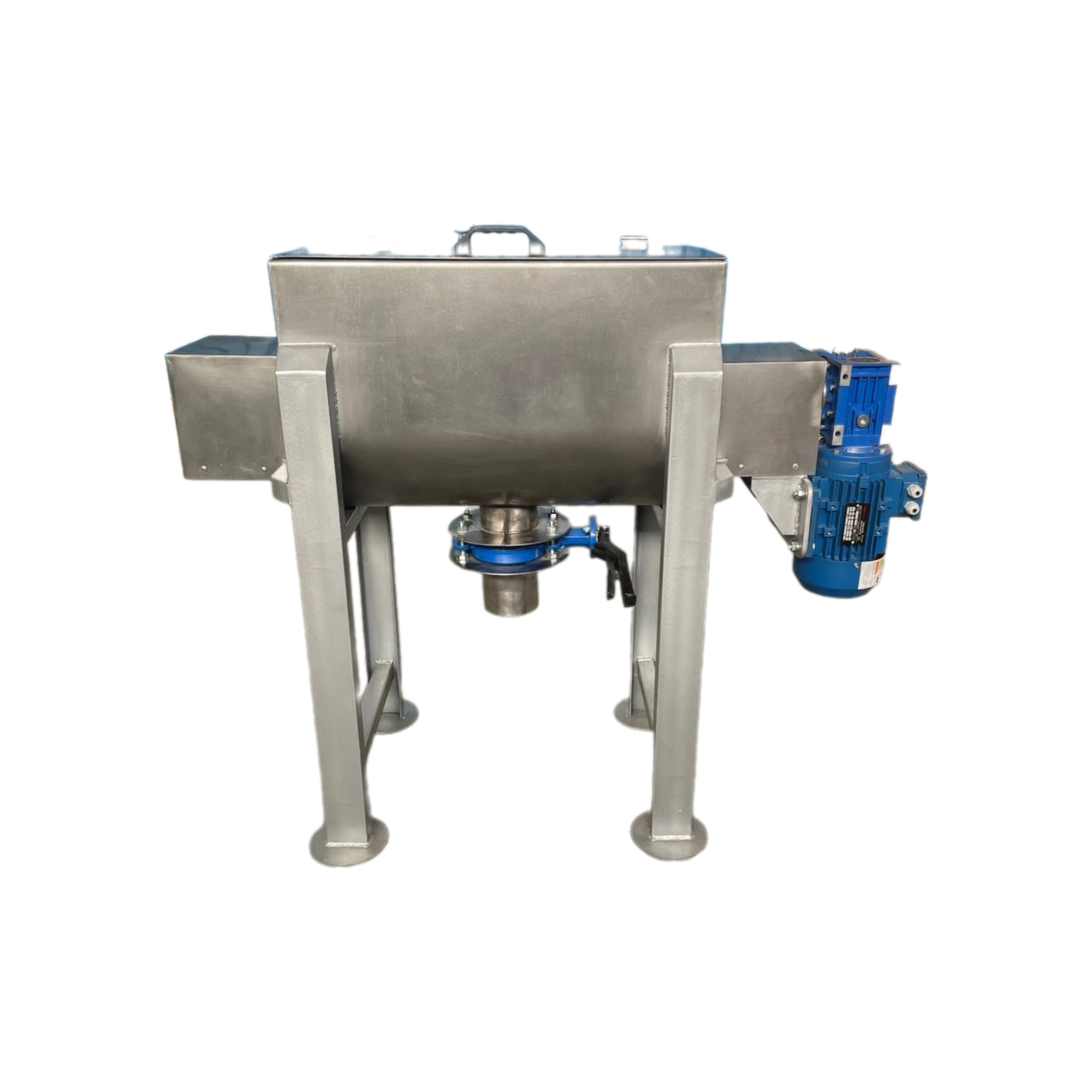
دستگاه ریبون بلندر یا میکسر پودری که برای مخلوط کردن پودر های دارویی و خوراکی مورد استفاده قرار می گیرد

اختلاط جامد با جامد را هم می‌توان در میکسرهای دسته‌ای، که شکل ساده‌ای از اختلاط است، انجام داد و یا در موارد خاص در فرایندهای مخلوط خشک پیوسته،که پیچیده‌تر است، اما مزایای جالبی از نظر تفکیک، ظرفیت و اعتبارسنجی ارائه می دهد، انجام داد.  یکی از نمونه‌های فرآیند اختلاط جامد با جامد، ریخته‌گری ماسه‌ای است که در آن ماسه، خاک رس، بنتونیت ، گرد و غبار ریز زغال سنگ و آب به یک توده پلاستیکی ، قابل قالب‌گیری و قابل استفاده مجدد مخلوط می‌شوند و برای قالب‌گیری و ریختن فلز مذاب برای به‌دست آوردن ریخته‌گری ماسه‌ای استفاده می‌شود. از این روش برای ساخت قطعات فلزی مورد استفاده در خودروسازی، ماشین‌سازی، و یا ساخت‌وساز سایر صنایع استفاده می‌شود.

### مکانیزم‌های اختلاط
در مخلوط‌سازی پودری دو نوع اختلاط قابل قسم است: اختلاط همرفتی و اختلاط فشرده.  در نوع اختلاط همرفتی، ماده در میکسر از یک مکان به مکانی دیگر منتقل می‌شود. این نوع اختلاط منجر به یکدستی کمتری در داخل میکسر می شود. به عبارتی بهتر، اجزایی که باید مخلوط شوند بر روی اجزای دیگر پخش می‌شوند و با گذشت زمان، مخلوط به طور تصادفی یکنواخت می‌شود. پس از زمان مشخصی اختلاط مدنظر در حد قابل قبولی به یکدستی می‌رسد. این نوع اختلاط معمولا برای مواد با جریان آزاد و درشت استفاده می‌شود.
از تهدیدهای احتمالی در طول اختلاط در ابعاد ماکرو، می‌توان به عدم اختلاط اجزاء به دلیل تفاوت در اندازه، شکل یا چگالی ذرات مختلف که می‌تواند منجر به جداسازی شود، اشاره کرد.
هنگامی که مواد تشکیل‌دهنده مخلوط منسجم هستند، که برای مثال در مورد ذرات ریز و همچنین با مواد مرطوب قابل تعمیم است، اختلاط همرفتی برای به دست آوردن یک مخلوط یکنواخت به‌طور رندوم کافی نیست. نیروهای نسبتا قوی‌ بین ذره‌ای، توده‌هایی را تشکیل می‌دهند که توسط نیروهای انتقال (این نیروها به نسبت ضعیف هستند) در مخلوط کن همرفتی شکسته نمی‌شوند. برای کوچک کردن اندازه توده، نیروهای اضافی لازم است. این نیروهای اضافی می توانند نیروهای ضربه‌ای یا نیروهای برشی باشند.

## اختلاط مایع با جامد
اختلاط مایع با جامد معمولاً به منظور معلق کردن جامدات درشت با جریان آزاد یا با هدف شکستن توده‌های جامدات ریز آگلومره انجام می‌شود. یک نمونه اولیه و ساده، مخلوط کردن شکر در آب است و یا مخلوط کردن آرد یا شیرخشک در آب. در حالت اول، ذرات را می توان با حرکت توده‌ای سیال، به حالت تعلیق درآورد و از یکدیگر جدا کرد. در مرحله دوم، خود میکسر (یا میدان برشی قوی در نزدیکی آن) باید توده ها را بی‌ثبات کند و باعث متلاشی‌ شدن آنها شود.
یکی از مثال‌ها معروف فرآیند اختلاط جامد با مایع در صنعت، اختلاط بتن است که در آن سیمان، ماسه، سنگ‌های کوچک یا شن و آب به یک توده خود سخت‌شونده همگن ترکیب می‌شوند که در صنعت ساختمان‌سازی بسیار مورد استفاده قرار می‌گیرد.

## اختلاط مایع با گاز
مایعات و گازها معمولاً با هدف انتقال جرم مخلوط می شوند. به عنوان مثال، در مورد فرایند حذف هوا ، گاز برای حذف مواد فرار از یک مایع استفاده می‌کند. معمولاً برای این منظور از یک بستر آکنده استفاده می‌شود که بسته‌بندی به عنوان یک مخلوط‌کن بی حرکت عمل می‌کند و پمپ هوا نیروی محرکه لازم را فراهم می‌کند. 
زمانی که از مخزن و پروانه برای مخلوط‌سازی استفاده می‌شود، معمولاً هدف اطمینان از این است که حباب‌های گاز تا زمان مورد نیاز با مایع در تماس باشند. این امر زمانی بسیار پراهمیت می‌شود که گاز گران‌قیمت باشد؛ مانند اکسیژن خالص. 
اختلاط در یک مخزن نیز مفید است هنگامی که یک واکنش شیمیایی (نسبتا) کند در فاز مایع رخ می دهد، و بنابراین اختلاف غلظت در لایه نازک نزدیک حباب نسبتا زیاد است. این اتفاق باعث کاهش نیروی محرکه برای انتقال جرم می‌شود. اگر یک واکنش شیمیایی (نسبتا) سریع در فاز مایع وجود داشته باشد، گاهی سودمند است تا حباب‌های گاز را پراکنده کنیم، اما نباید در گردش مجدد قرار گیرند و اطمینان حاصل شود که حباب‌های گاز در جریان پلاگ حرکت می‌کنند و می‌توانند جرم را با کارایی بیشتری منتقل کنند.